# Mod The Sims
Mod The Sims (tiền thân là ModTheSims2, thường viết tắt là MTS) là cộng đồng trực tuyến game The Sims do Stuart Stanfield (Delphy nay gọi là Tashiketh) thành lập vào tháng 5 năm 2004. Mod The Sims chuyên tập trung vào nội dung tùy chỉnh dành cho The Sims 2, The Sims 3 và The Sims 4, đáng chú ý nhất là những bản mod do thành viên tự tạo. Hướng dẫn về cách thực hiện các bản mod nói trên cũng được lưu trữ trên cùng một trang web, cùng với những diễn đàn dành cho tựa game này và trợ giúp làm mod cũng như thảo luận chung. Trang web này chạy trên mã nguồn vBulletin 3.0.14, với một số sửa đổi nhất định. Stanfield trước đây từng tạo nên "Mod the Singles", trang web dựa trên diễn đàn dùng để lưu trữ và khuyến khích làm mod tựa game Singles: Flirt Up Your Life.

## Nội dung người lớn
Nội dung người lớn được lưu trữ trên máy chủ Mod The Sims. Ban đầu, phần này nằm ở cùng vị trí với nội dung khác mà trang web cung cấp, nhưng về sau được chuyển sang một phần khác. Kế đến lại được di dời ra xa khỏi trang chủ đến trang web độc quyền về nội dung người lớn riêng biệt mang tên SexySims. Để tạo tài khoản phiên bản có chứa nội dung người lớn bắt buộc người dùng phải đủ 18 tuổi.
SexySims cho phép đăng ký tài khoản miễn phí và không bắt buộc người dùng phải tải nội dung về máy mình. Tất cả nội dung đều được cung cấp miễn phí nhưng các thành viên có thể đóng góp cho trang web hoặc đăng ký theo dõi từ phía người dùng. Thành viên quyên góp thì nhận được nhiều lợi ích hơn trên trang web này bao gồm việc loại bỏ quảng cáo, hình đại diện lớn hơn và tùy chỉnh tiêu đề dù thiếu tùy chọn tải về bất kỳ nội dung bổ sung nào khác. Bên cạnh đó, Mod the Sims còn cung cấp cửa hàng là nơi mà khách hàng có thể mua những tựa game The Sims dù chẳng có thêm lợi ích nào khác nữa.

## Truyền thông đưa tin
- Mod The Sims từng xuất hiện trong chương trình truyền hình Attack of the Show! trên kênh G4TV vào ngày 9 tháng 2 năm 2006.[3]
- Mod The Sims từng được đề cập ngắn gọn trên tờ báo Rolling Stone số 995 ra ngày 9 tháng 3 năm 2006, TRANG 39 — liên quan đến Sim (nhân vật ảo trong game) được chỉnh sửa dựa trên các nhân vật chính từ bộ phim năm 2005 có tựa đề Chuyện tình sau núi.